# Манта
Ма́нта, или гигантский морской дьявол (лат. Mobula birostris) — вид скатов одноимённого рода семейства орляковых отряда хвостоколообразных, надотряда скатов. Представители подсемейства Mobulinae, к которому относятся манты, являются единственными позвоночными животными, имеющими три пары функционирующих конечностей. Это самый крупный из скатов, ширина тела отдельных особей достигает 9,1 м (в основной массе 4—4,5 метра), а масса крупных экземпляров — до 3 тонн.
Манты имеют широкое, но фрагментарное распространение в умеренных, тропических и субтропических водах по всему миру между 35° с. ш. и 35° ю. ш. Эти океанодромные рыбы встречаются как в прибрежной зоне, вблизи коралловых рифов и островных групп, так и над глубокими водами на глубине до 120 м вокруг подводных вершин.
Грудные плавники мант срастаются с головой, образуя ромбовидный диск, ширина которого превышает длину. Передняя часть грудных плавников преобразована в так называемые головные плавники.
Эти рыбы питаются зоопланктоном, отфильтровывая его из воды. Подобно прочим хвостоколообразным, манты размножаются яйцеживорождением. Эмбрионы развиваются в утробе матери, питаясь желтком и гистотрофом. Беременность длится около года. Манты часто приплывают к коралловым рифам, в места скопления рыб и ракообразных, питающихся паразитами, от которых страдают эти скаты. Иногда, подобно китам, они по неизвестным причинам совершают прыжки над водой. Манты страдают от загрязнения окружающей среды, попадаются в качестве прилова и являются объектом целевого промысла. В международных водах они находятся под защитой Боннской конвенции. Представляют интерес для экотуризма. Могут содержаться в неволе, но для них необходим резервуар очень большого объёма.

## Таксономия
Вид впервые описал в 1792 году немецкий зоолог Иоганн Вальбаум под именем Raja birostris. Голотип отсутствует. Некоторые авторы считали, что первоописание вида сделал Й. А. Донндорф (Donndorf, Johann August), поскольку в описании И. Вальбаума отсутствовало бинарное наименование. Однако было доказано, что это было просто типографской ошибкой. Таксономическая история рода Manta наиболее недостоверна и запутана среди когда-либо живших хрящевых рыб. За два столетия было предложено 10 родовых и 25 видовых синонимов. Валидным признаётся Mobula (Manta) birostris. Ранее род Manta считали монотипическим, но с 2009 года в нём выделили два вида: Mobula (Manta) birostris и Mobula (Manta) alfredi. Выделение видов проведено на основании следующих показателей: форма и расположение пятен на дисках, окраска рта и нижней поверхности диска, ряд морфометрических и меристических характеристик, форма и расположение зубов, размер при созревании и общие размеры. Существуют как чёрные, так и белые цветовые морфы обоих видов. Мант часто путали с похожими скатами — мобулами, в 2017 году было опубликовано филогенетическое исследование мант, по результатам которого род Manta стал младшим синонимом Mobula.

## Ареал и среда обитания
Манты широко, но фрагментарно распространены в тропических, субтропических и умеренных водах Тихого, Атлантического и Индийского океанов между 35° северной широты и 35° южной широты. В северном полушарии их ареал простирается до южной Калифорнии, изредка эти скаты попадаются у берегов Нью-Джерси и Сан-Диего; обычны в Аденском заливе, Бенгальском заливе, Красном море, в северо-западной части Тихого океана обитают в водах Японии, а в Атлантике у Азорских островов. В Южном полушарии манты встречаются вплоть до побережья Перу, Уругвая, Южной Африки и Новой Зеландии.
В ходе кормления, размножения и чистки от паразитов гигантские морские дьяволы часто образуют стаи, хотя и не такие многочисленные, менее 30 особей, по сравнению с Mobula alfredi. Появление этих скатов бывает сезонным и спорадическим, они регулярно приплывают в воды, омывающие острова Симилан, Таиланд, Северный, Новая Зеландия, Исла де ла Плата, Эквадор, Хольбош, Мексика, и в морской заповедник Laje de Santos Marine State Park, Бразилия.
Манты ведут пелагический образ жизни. Совершают длительные миграции до 1100 км, но редко пересекают океан. Способны опуститься ниже 1000 м. Весной и осенью они держатся в прибрежных водах, а зимой уплывают в открытое море. Днём они чаще остаются у поверхности воды на мелководье, а ночью уходят на глубину.

## Описание
Огромные грудные плавники мант вместе с головой образуют диск ромбовидной формы, ширина которого примерно в 2,2 раза больше длины и у крупных особей достигает 9 м, хотя в среднем не превышает 4,5 м. Максимальная зарегистрированная масса — около 3 тонн. Представители этого подсемейства являются единственными позвоночными животными, имеющими три пары функционирующих конечностей. Способны плавать на скорости до 30 км/ч.
Передняя часть грудных плавников преобразована в так называемые головные плавники. Длина головных плавников в 2 раза превышает ширину их основания. На движении манты обычно сворачивают головные плавники по спирали в виде «рожек», а во время кормления расправляют и с их помощью направляют поток воды с планктоном в рот. Расстояние от кончика хвоста до клоаки примерно равно расстоянию от клоаки до кончика рыла. Хвост слегка приплюснут и немного короче диска. Рыло между головными плавниками чуть вогнуто.
У мант рот очень широкий и в отличие от других представителей подсемейства, в том числе мобул, с которыми манты очень похожи, расположен на фронтальном крае головы, а не внизу. Глаза и брызгальца находятся по бокам головы, а 5 пар жаберных щелей по пять с каждой стороны — на нижней стороне головы. У основания хвоста есть маленький спинной плавник, высота которого составляет около 83 % от длины основания, в свою очередь равной 34 % ширины рта. Зубы расположены рядами только на нижней челюсти. Количество рядов снижается с 18 в центре до 12—14 в углах рта. В отличие от мобул у мант шип на хвосте отсутствует.
Спинная поверхность диска тёмно-серая, тёмно-коричневая или чёрная, брюшная поверхность светлая. Ярко-белые пятна в верхней части спинной поверхности диска имеют форму крюка, повёрнутого в сторону головных плавников. Передний край этих пятен параллелен ротовому отверстию. Чёрные точки или отметины между жаберными щелями отсутствуют. По краю вентральной поверхности диска проходит широкая тёмно-серая окантовка. Область рта окрашена в тёмно-серый или чёрный цвет. Некоторые особи почти целиком чёрные за исключением ярко-белого пятна на нижней стороне диска. В начале хвоста имеется небольшой выступ.
Каждая особь имеет уникальную окраску тела, что позволяет идентифицировать их по фотографиям, которые сохраняются в специальной базе данных. На обеих поверхностях диска разбросаны бляшки конической или гребневидной формы.

### Внешние различия между гигантскими морскими дьяволами[12][13]
| Характеристика                                          | Mobula birostris | Mobula alfredi                                                                              |
| ------------------------------------------------------- | --- | ------------------------------------------------------------------------------------------- |
| Средняя ширина диска                                    | 4—5 м | 3—3,5 м                                                                                     |
| Шишка у основания хвоста позади спинного плавника       | Да | Нет                                                                                         |
| Тёмные отметины на вентральной поверхности диска        | Точки (чаще в абдоминальной области), окантовка каудальных краёв                                                            | Полоски (чаще в жаберной области), точки вдоль каудальных краёв                             |
| Окраска внутренней поверхности рта и головных плавников | Часто тёмная | Часто бледная                                                                               |
| Светлые отметины на дорсальной поверхности диска        | Зеркальный рисунок в виде крюков, развёрнутых к головным плавникам, образующий фон для тёмной буквы «Т» с чёткими границами | Форма отметин разнообразная, их границы зачастую размыты, образуют фон для тёмной буквы «Y» |

## Биология
Манты плавают, взмахивая грудными плавниками, как крыльями. В открытом море они двигаются с постоянной скоростью по прямой, а у берега часто греются на поверхности воды или лениво кружат. Встречаются как поодиночке, так и группами, насчитывающими до 30 особей. Их часто сопровождают другие рыбы, а также морские птицы и млекопитающие.
По типу питания манты являются фильтраторами. Фильтрующий механизм представляет собой губчатые пластинки розовато-коричневого цвета, расположенные между жаберными дугами. Основу рациона составляет зоопланктон и личинки рыб. Могут питаться мелкими рыбами. Манты преодолевают огромные расстояния в поисках пищи, постоянно следуя за перемещением планктона. Они находят пищу, полагаясь на зрение и обоняние. Масса пищи, съедаемой еженедельно одной мантой, составляет примерно 13 % от её собственной массы. Кормясь, манты медленно плавают вокруг своей добычи, уплотняя её в ком, а затем ускоряются и проплывают с открытым ртом через скопление организмов. Головные плавники, обычно свёрнутые по спирали в трубочку, во время кормления разворачиваются. Ими скаты направляют пищу в рот. При наличии исключительно большой концентрации пищи манты способны, наподобие акул, впадать в пищевое безумие.
На мантах паразитируют веслоногие рачки Anthosoma crassum, Entepherus laminipes и Eudactylina diabolophila. Чтобы избавиться от внешних паразитов, манты приплывают в места обитания чистильщиков — рыб и креветок. Чаще всего это происходит во время прилива. Благодаря крупным размерам у мант мало врагов в дикой природе, на них могут напасть только крупные акулы, такие как тигровая акула, гигантская акула-молот и тупорылая акула, а также косатки и малые косатки.

## Размножение
Подобно прочим хвостоколообразным манты размножаются яйцеживорождением. Оплодотворение внутреннее. Самцы достигают половой зрелости при ширине диска 4 м, а самки — 5 м в возрасте 5—6 лет. В сезон размножения (декабрь — апрель) демонстрируют своеобразное брачное поведение. Вначале самец, а иногда несколько самцов преследуют самку в течение 20—30 минут. Затем самец приближается к самке, захватывает её за край грудного плавника и переворачивает. Спаривание происходит в верхних слоях воды. После переворота самки на брюхо, самец вводит один из своих птеригоподиев в клоаку самки. Процесс оплодотворения продолжается 60—90 секунд. Одну самку могут оплодотворять один или два самца. Яйца вынашиваются в теле самки, вылупление внутреннее. Первоначально эмбрион получает питательные вещества за счёт запасов желточного мешка, а затем дополнительное питание от материнского организма непрямой абсорбцией богатого слизью, жирами и белками маточного молочка. Развитие эмбрионов продолжается около одного года. Самка рождает одного, реже двух детёнышей. Ширина диска новорождённых особей составляет от 1,1 до 1,3 м, а их вес варьируется от 9,1 до 12,7 кг. Роды проходят на мелководных участках, где молодь затем нагуливается в течение нескольких лет.

## Взаимодействие с человеком
Вид не представляет никакой опасности для человека. Ранее верили, что манты могут напасть на ныряльщика, обняв сверху своими плавниками-крыльями и раздавив насмерть; бытовали и поверья о том, что скат может проглотить человека.
Из-за очень большого размера содержание мант в неволе могут позволить себе только самые крупные океанариумы. В начале XXI века во всём мире было пять океанариумов, где экспонировались манты: океанариум Джорджии; океанариум на о. Окинава, Япония; аквариум «Атлантис» на Багамских островах; океанариумы в Валенсии, Испания и в Лиссабоне (2002—2007 гг.). Только в одном океанариуме (Окинава) регулярно получают потомство от самки, содержащейся в неволе.
Манты не являются объектом целевого промысла, а попадаются в качестве прилова. Длительный цикл воспроизводства, крупный размер, медлительность и тенденция собираться в группы в хорошо известных местах делает их очень уязвимыми. Численность гигантских морских дьяволов за последние 20 лет существенно снизилась из-за перелова. Особенно стремительно уменьшаются субпопуляции в Калифорнийском заливе, водах Индонезии и Филиппин. В последнее время возрос спрос на жаберные тычинки этих рыб, которые пользуются спросом в китайской медицине. С 2000 по 2007 год улов мант и мобул вырос с 900 тонн до 3300 тонн. Помимо рыболовства мантам угрожает ухудшение условий среды обитания. Международный союз охраны природы присвоил этому виду охранный статус «Уязвимый». В июне 1995 года на Мальдивских островах был введён запрет на экспорт сувенирной и прочей продукции из скатов, а в 2009 году две акватории этой страны были объявлены морскими заповедниками. В 2009 году Гавайи стали первым американским штатом, в котором промысел мант был запрещён. В 2010 году в Эквадоре принят закон, запрещающий любой промысел (целевой или в качестве прилова) и дальнейшая продажа всех видов скатов.